# Wallfahrtskirche Mariä Heimsuchung (Stettkirchen)

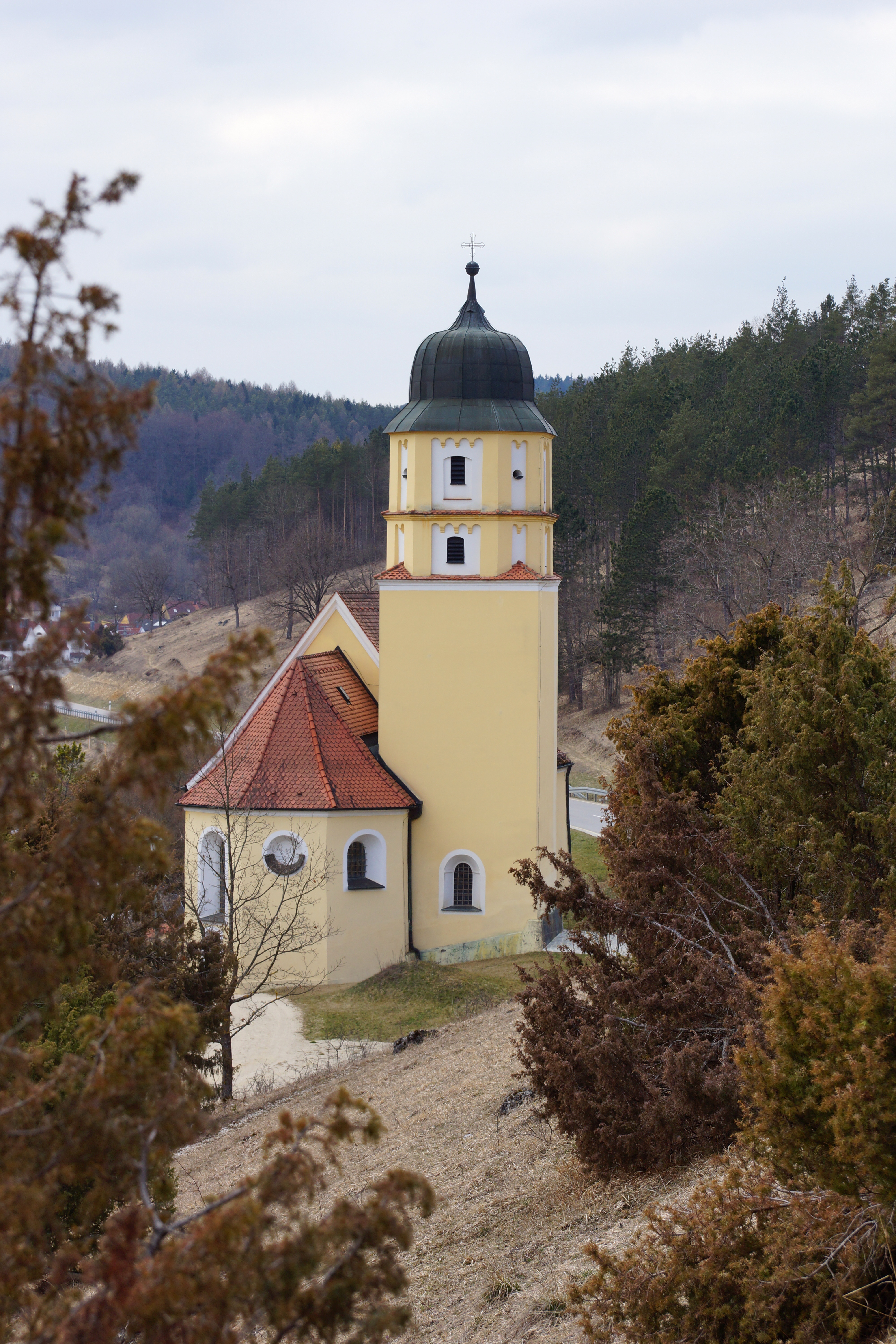
Wallfahrtskirche Mariä Heimsuchung (Stettkirchen)

Die denkmalgeschützte römisch-katholische Wallfahrtskirche Mariä Heimsuchung liegt im Ortsteil Stettkirchen des Oberpfälzer Marktes Hohenburg im Landkreis Amberg-Sulzbach von Bayern. Das Patrozinium wird am 2. Juli gefeiert. Die Wallfahrtskirche gehört zur Pfarrei Adertshausen.

## Geschichte
Nach der lokalen Tradition soll die Wallfahrtskirche auf ein Gelübde von Kaiser Otto II. zurückgehen, der hier 976 mit dem Herzog Heinrich dem Zänker bei einem Gefecht in Bedrängnis gekommen ist; der Ort der Schlacht, ein Waldtal südlich von Mendorferbuch, heißt im Volksmund noch Bloutgraben. Damals soll der Kaiser seinen Feldherrnstab in die Erde gestoßen und für den Fall seines Sieges den Bau einer Kirche (Stehtkirchen) an dieser Stelle gelobt und dann auch verwirklicht haben. Diese Erzählung gehört trotz historischer Anknüpfungspunkte in den Bereich der Sage.
Schriftliche Nachrichten über die Kirche gibt es erst seit 1391. Die Wallfahrt soll im 15. Jahrhundert begonnen haben. Dass sie schon im späten Mittelalter eine vielbesuchte Wallfahrtskirche war, belegt ein Ablassbrief des Papstes von 1468. Da die Herrschaft Hohenburg zu dem Einflussbereich des Regensburger Bischofs gehörte, machte die Kirche die für die Oberpfalz typischen Religionswechsel zum Luthertum und zum Kalvinismus nicht mit und es kam auch zu keiner Unterbrechung der Wallfahrtstradition. Diese Wallfahrten finden auch noch heute statt.
Besonders nach dem Dreißigjährigen Krieg nahmen die Wallfahrten nach Stettkirchen zu und die Kirche musste erweitert werden. 1656 wurde die Kirche nach Westen erweitert; dies wurde ausschließlich aus den Opfergeldern sowie durch Hand- und Spanndienste finanziert. Das Baumaterial stammte, ebenso wie das romanische „Thürgericht“ an der Südseite von dem zur Ruine gewordenen Schloss Adertshausen. 1691 fand ein Chorumbau statt.
Bei der Tieferlegung der Straße durch das Lauterachtal stieß man 2011 auf Gräber, die bis auf das 8. und 9. Jahrhundert zurückreichen, die Begräbnisstätte wurde bis in das 15. Jahrhundert genutzt; die Grabbeigaben (Bronzeohrringe, Schläfenringe, silberne Ohrringe byzantinischen Ursprungs) sind slawischen Ursprungs. Man kann demnach annehmen, dass sich hier früher ein Friedhof befunden hat, dieser wurde aber nach dem Bau der Wallfahrtskirche vollständig vergessen.

## Baulichkeit
Die Wallfahrtskirche ist im Kern ein romanischer Saalbau mit einem eingezogenen, dreiseitig geschlossenen Chor. Im nördlichen Chorwinkel befindet sich der mächtige Turm mit einem Glockendach, dieser ist bis zur Höhe des Dachfirstes als mittelalterlich anzusprechen. Um 1600 fand der Aufbau mit dem Glockenhelm auf einem oktogonalen Unterbau und romanischen Rundbogenblenden statt. An der Südseite liegt das erwähnte romanische Rundbogenportal. Die Kirche wird als spätgotisch angesprochen, allerdings sind romanische Mauerteile vorhanden. Eine Sanierung fand zwischen 1977 und 1983 statt.

## Innenausstattung

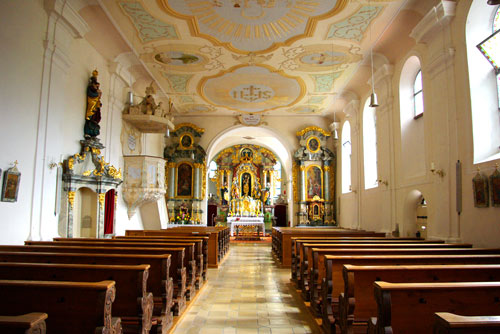
Innenraum, Blick zum Altar

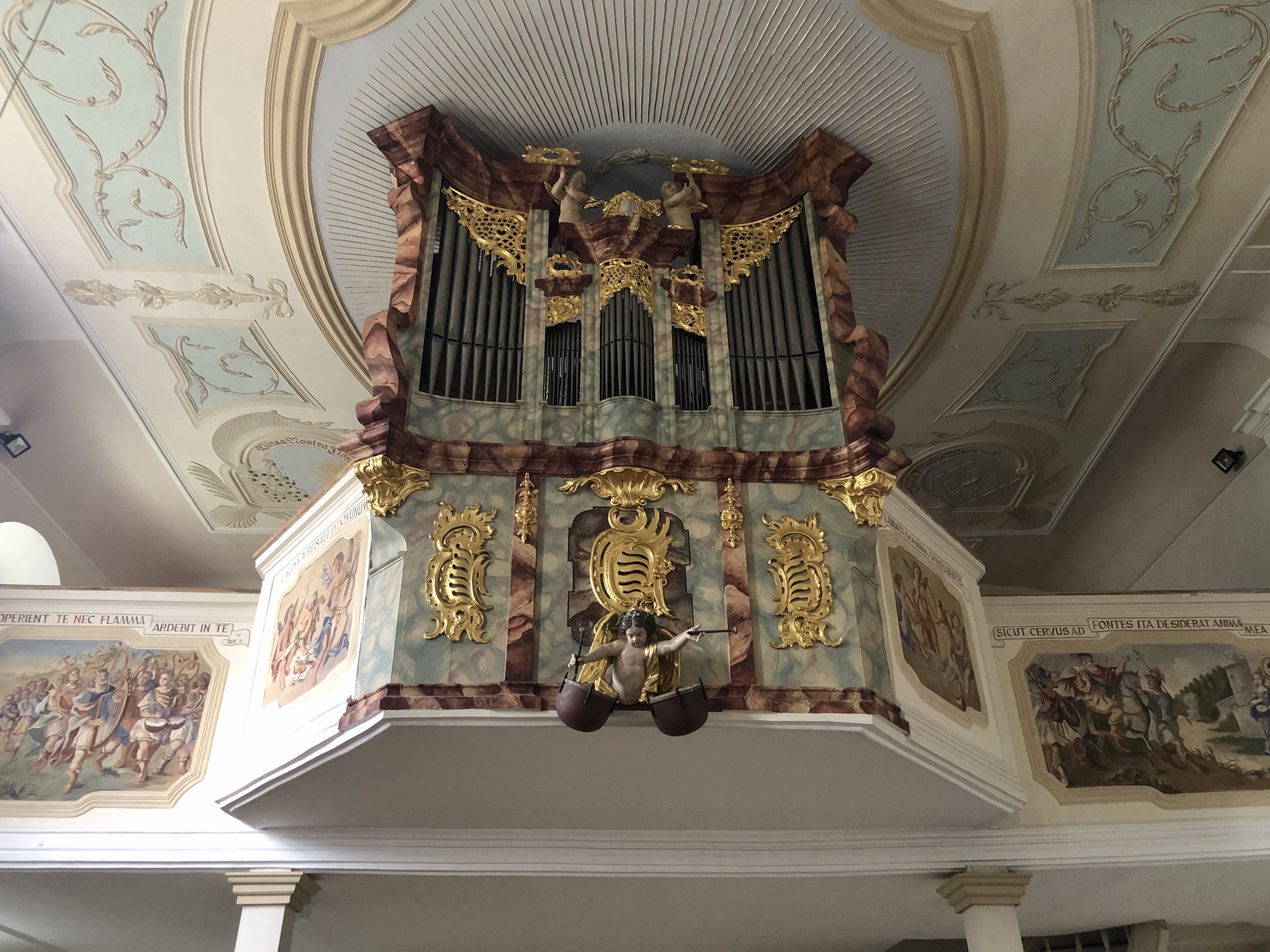
Funtsch-Orgel (1760)

Die Innenausstattung stammt im Wesentlichen aus dem 18. Jahrhundert. Die Flachdecke mit den Stukkaturen ist 1733 entstanden. Das Marienmonogramm in der Mitte des Raumes besteht aus 25 Einzelsymbolen mit Ereignissen aus dem Alten und dem Neuen Testament. Auf acht Kartuschen an den Rändern der Decke werden Aussagen aus dem Hohen Lied der Liebe dargestellt und auf Maria bezogen.
Das Gnadenbild wurde 1766 von einem Seiten- auf den Hochaltar transloziert; es handelt sich um eine Mondsichelmadonna. Das Bild wird auf das 15. Jahrhundert datiert.

## Orgel
Die Orgel ist ein Neubau (1760, 10/I/P) von Joh. Adam Funtsch aus Amberg. Umbauten machten 1839 Bouthellier aus Dürrwangen und 1881 Benedikt Waller aus Amberg. 1972 gab es eine Restaurierung von Kloss, 2013 eine Renovierung von Kilger. Acht der zehn Register sind original erhalten. Die Orgel ist eines von sechs erhaltenen Instrumenten aus der Werkstatt Funtsch.
Die Disposition lautet:
| Manual CDEFGA–c3 |       |               |
| Copel            | 8′    |               |
| Salicional       | 8′    |               |
| Principal        | 4′    | (teilw. 1972) |
| Fugara           | 4′    |               |
| Flöte            | 4′    |               |
| Quinte           | 2 ⁄3′ |               |
| Octav            | 2′    |               |
| Mixtur III       | 1′    | (1972)        |

| Pedal CDEFGA–a |        |
| Subbaß         | 16′    |
| Bassi          | 16′+8′ |

BEMERKUNGEN: Schleiflade, mechanische Spiel- und Registertraktur. Spieltisch am Brüstungswerk angebaut, Pedal an der Rückwand der Kirche.

## Glocken
In der Kirche befanden sich drei von Georg Schelchshorn 1653 gegossene Glocken. Im Zweiten Weltkrieg wurden die Kirchenglocken 1942/1943 beschlagnahmt und abmontiert. Sie wurden nach Hamburg verfrachtet und sollten auf dem Hamburger Glockenfriedhof eingeschmolzen werden. Nach dem Zweiten Weltkrieg konnten sie aber unversehrt aufgefunden werden. Auf dem Rücktransport zerbrach ein Exemplar; seit dem Ende der 1940er-Jahre hatte Stettkirchen nur noch zwei Glocken.
Am 13. Mai 2016 wurde eine dritte Glocke in der Gießerei Rinker im hessischen Sinn gefertigt. Sie wiegt 310 Kilogramm, ist 80 Zentimeter breit. Ihre Schutzpatronin ist die Madonna auf der Mondsichel. Sie wurde von Weihbischof Reinhard Pappenberger geweiht.